# Hvítá
Hvítá (che in lingua islandese significa: fiume bianco), è un fiume di origine glaciale che ha la sua origine dal lago glaciale Hvítárvatn, alimentato dalle acque di fusione del ghiacciaio Langjökull, negli Altopiani d'Islanda.

## Descrizione
Il fiume scorre per circa 40 km nella contea di Árnessýsla, che fa parte della regione di Suðurland, in Islanda, prima di gettarsi in una stretta gola dalla cascata di Gullfoss. Il corso del fiume prosegue poi attraverso i distretti di Biskupstungur e Hrunamannahreppur. Qui il Hvítá si unisce a tre altri corsi d'acqua, Tungufljót, Brúará e Stóra-Laxá, raddoppiando la sua portata d'acqua che è mediamente di 100-180 m³/s in estate e 50-110 m³/s in inverno. La portata più elevata mai registrata è stata di 2000 m³/s. L'ampiezza totale del suo bacino idrografico è di 1644 km.
Il fiume prosegue il suo corso nel tratto di pianura vicino al villaggio di Grímsness e aggirando l' Ingólfsfjall, un monte di origine vulcanica. Appena a nord della città di Selfoss, si unisce al fiume Sog e il nuovo corso prende il nome di Ölfusá, fiume che va a sfociare nell'Oceano Atlantico. La lunghezza totale dei flussi combinati è di 185 km, il che lo rende il terzo fiume più importante dell'Islanda.
A causa delle rovinose esondazioni, specialmente in inverno, quando il Hvítá a volte può traboccare dalle sue sponde e inondare aree più grandi, il fiume ha la cattiva reputazione di essere uno dei più pericolosi dell'Islanda.
Lungo il suo corso vengono comunque organizzate escursioni di rafting per i turisti.

## Progetti di centrali idroelettriche
Il progetto di costruire una centrale elettrica alla cascata di Gullfoss fu discusso negli anni '20, ma non fu mai realizzato.
Anche in tempi recenti è stata presa in considerazione la possibilità di arginare l'Hvítá alla confluenza con il Jökulkvísl, nonché lo stesso Jökulkvísl e l'installazione di due centrali elettriche. Anche questi progetti non hanno avuto seguito per la strenua opposizione di gruppi ambientalisti.

## Galleria d'immagini

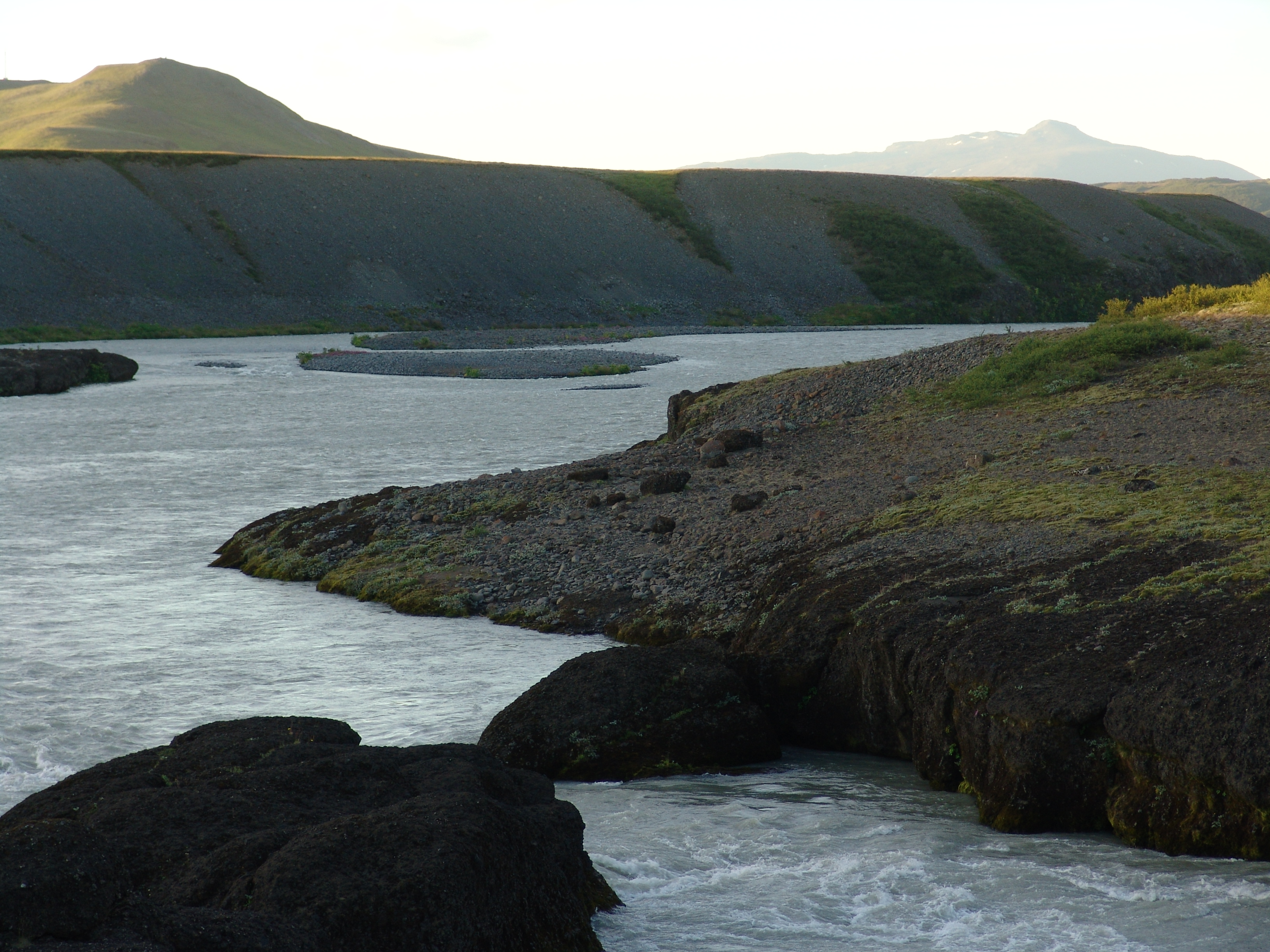
Hvítá
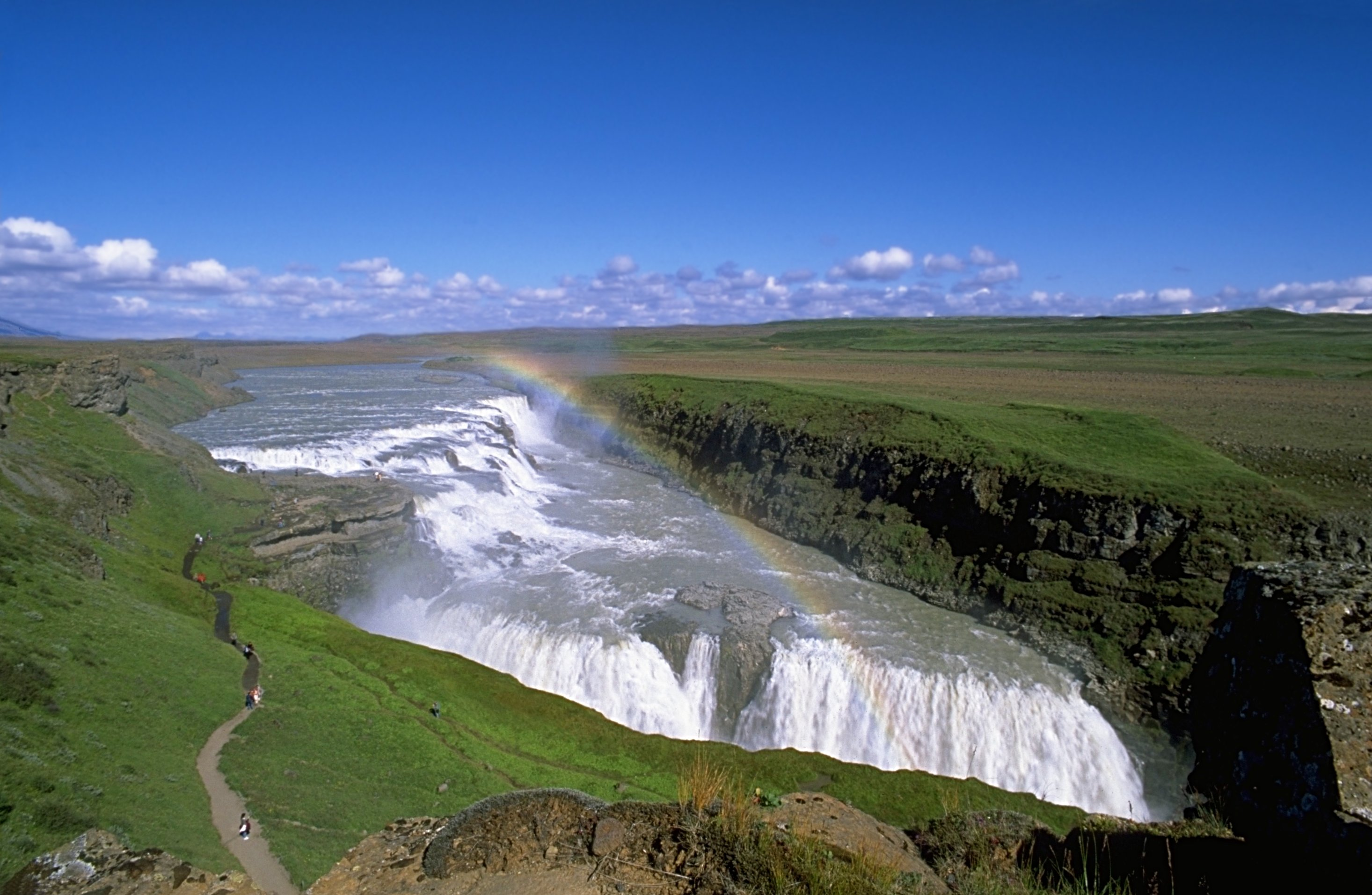
La cascata di Gullfoss
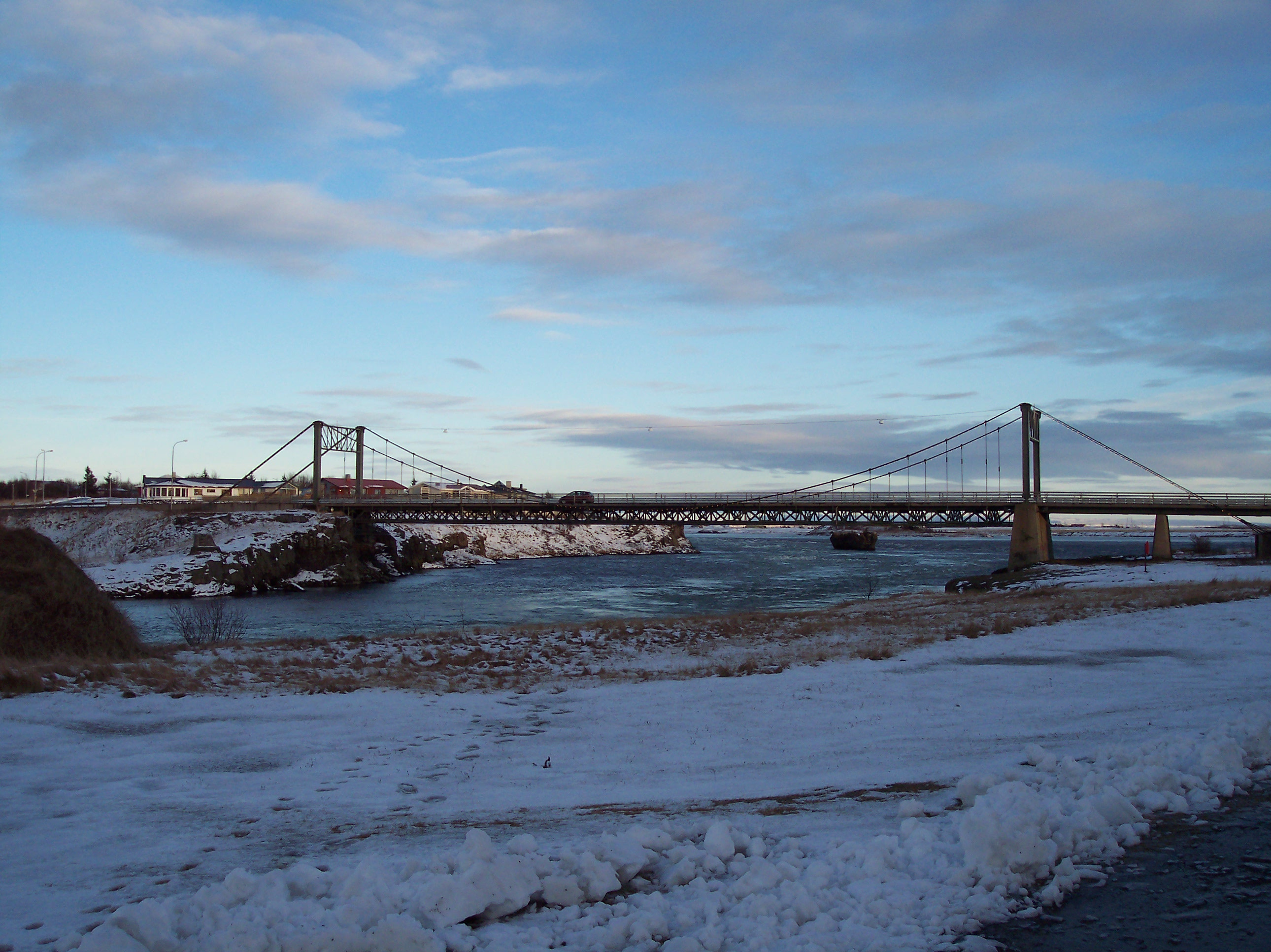
Il ponte sul fiume a Selfoss
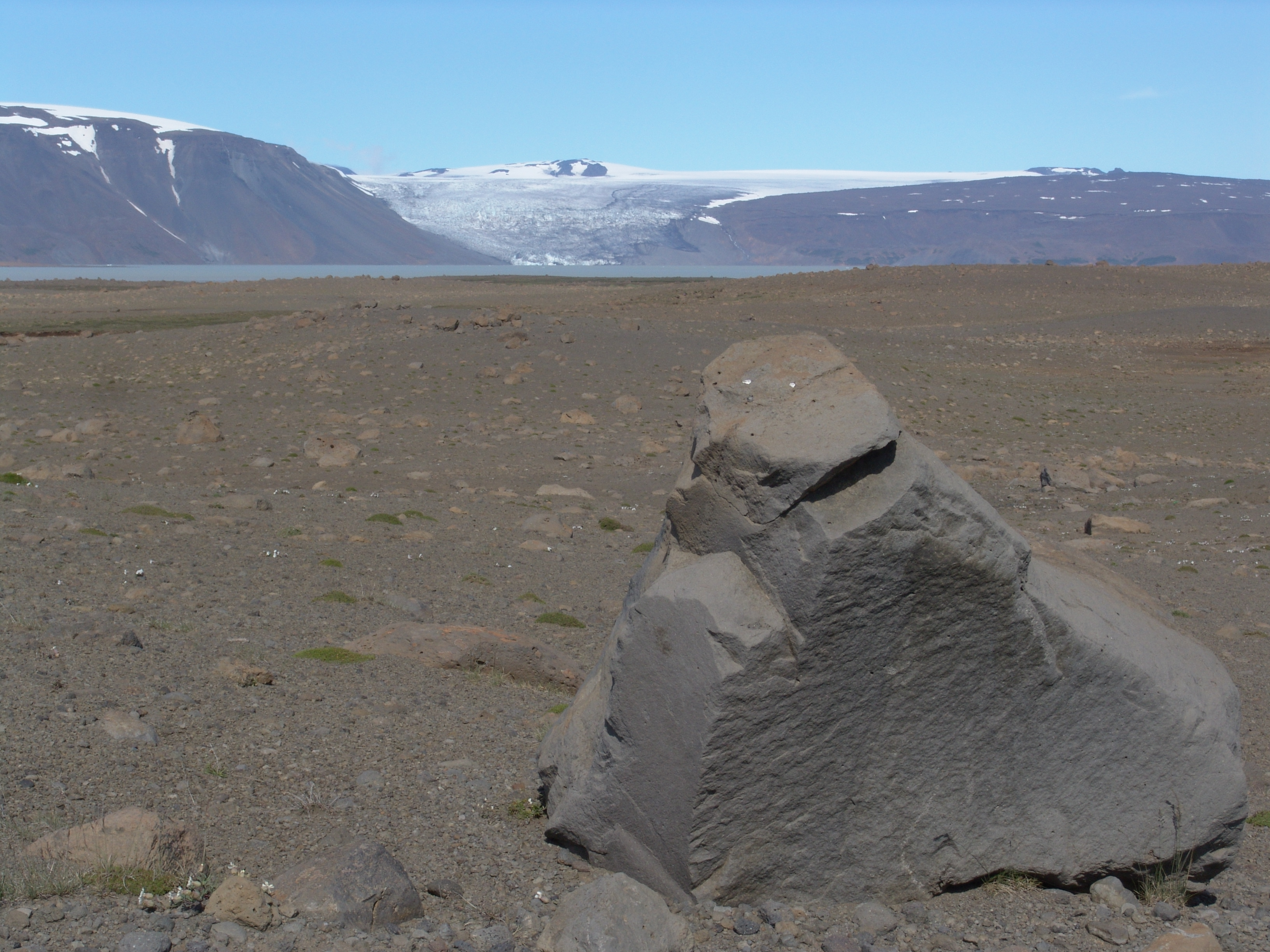
Il lago glaciale Hvítárvatn
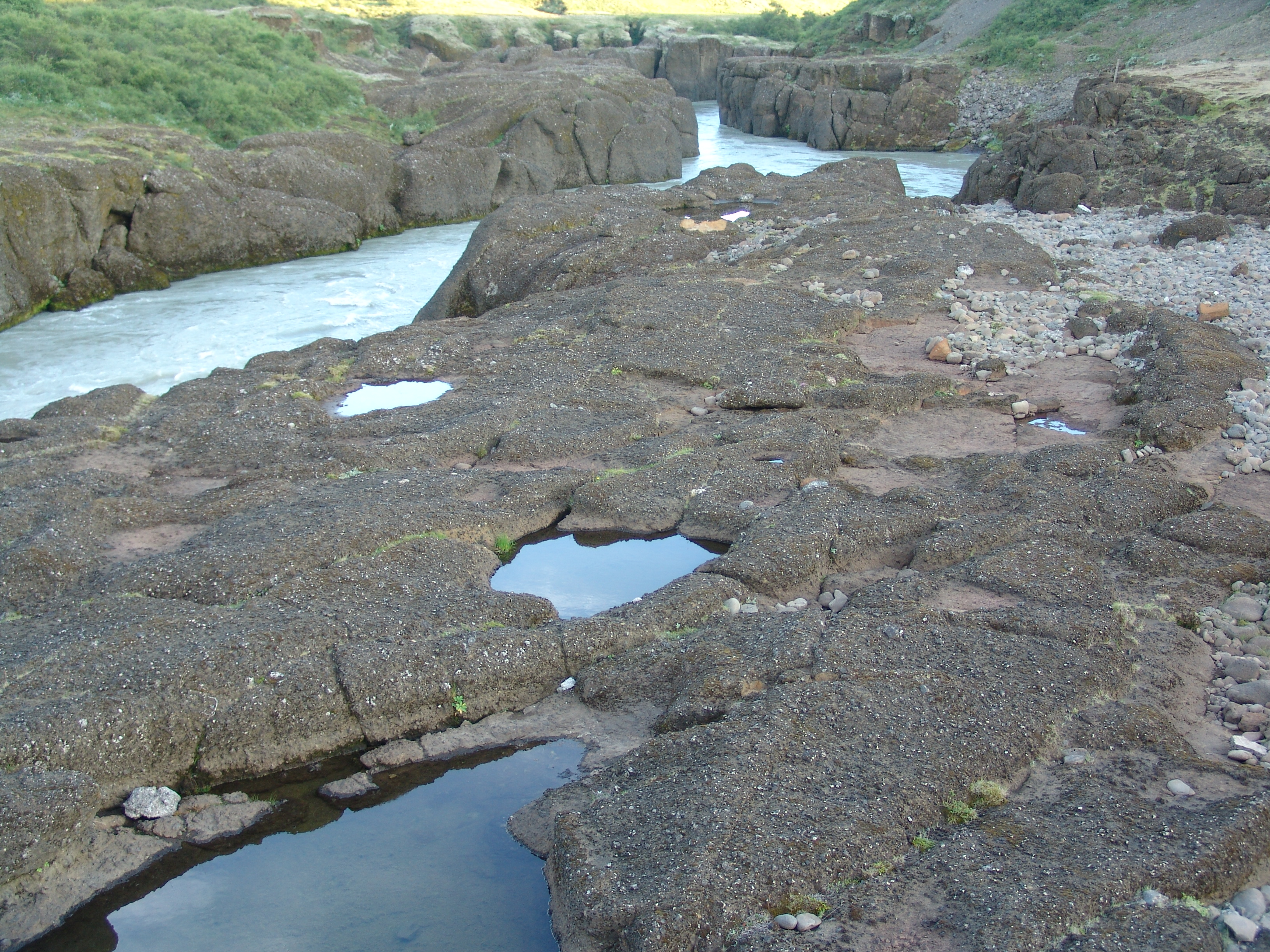
Il fiume Hvítá nella gola di Brúarhlöð
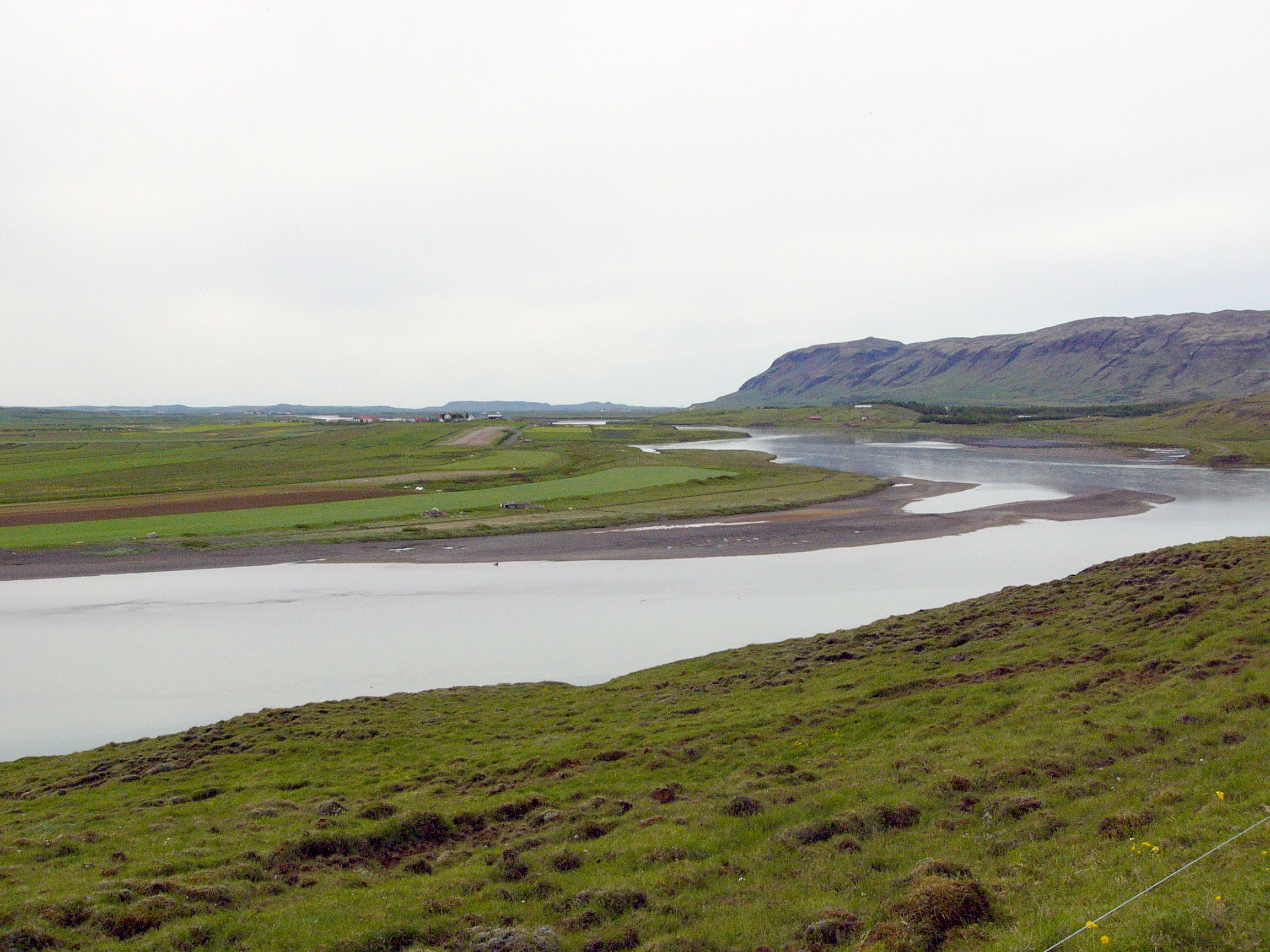
Il fiume Hvítá nei pressi di Ingólfsfjall